# Вилађо А XI (Модена)
Вилађо А XI је насеље у Италији у округу Модена, региону Емилија-Ромања.
Према процени из 2011. у насељу је живело 56 становника. Насеље се налази на надморској висини од 60 м.